# Муртаза (Стерлибашевский район)
Муртаза (баш. Мортаҙа) — деревня в Стерлибашевском районе Республики Башкортостан Российской Федерации. Входит в состав Стерлибашевского сельсовета.

## География

### Географическое положение
Расстояние до:
- районного центра (Стерлибашево): 11 км,
- центра сельсовета (Стерлибашево): 11 км,
- ближайшей ж/д станции (Стерлитамак): 54 км.

## История
Деревня Муртаза относилась к Ильсектимеровой тюбе и носила имя одного из старшин Юрматынской волости Муртазы Яраткулова, активного участника башкирского восстания 1737 г. VII ревизия 1816 г. показала его сына 70-летнего Гали Муртазина с сыновьями Аллагулом, Муллагулом, Худайбердой и Худайгулом. Там же жил и 50-летний Исмагил Муртазин. К V ревизии в 22 дворах проживало 162 человека. Через 21 год в 40 дворах было 228 жителей, из них в 6 дворах отмечены двоеженцы.
В 1842 г. на 275 человек в 26 дворах приходилось лошадей — 139, крупного рогатого скота — 149, овец — 21, коз — 2 головы, 26 ульев. Было засеяно озимого хлеба 192, ярового — 2196 пудов.
В начале XIX века несколько жителей переселились в Искисяково.
До 2008 года деревня входила в состав Турмаевского сельсовета.

## Население
| 2002 | 2009 | 2010 |
| ---- | ---- | ---- |
| 194  | ↘192 | ↘165 |

Согласно переписи 2002 года, преобладающая национальность — башкиры (88 %).